# Rio Tamanduateí

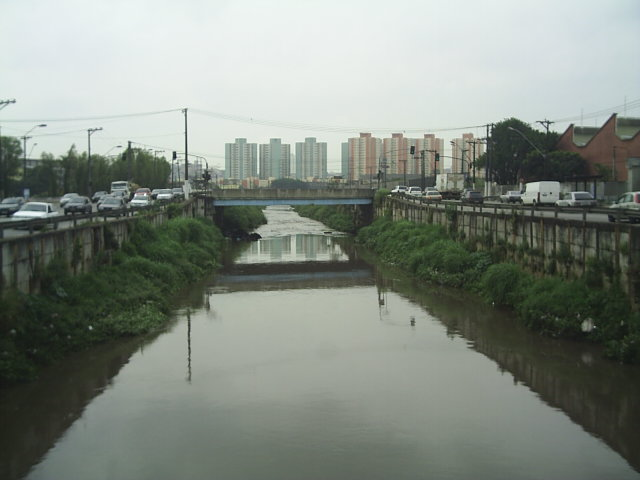
Le Tamanduateí à la limite entre les municipalités de São Paulo (à droite) et São Caetano do Sul (à gauche).

Le Tamanduateí est une rivière de l'État brésilien de São Paulo, longue de 35 km, qui prend sa source dans la Serra do Mar et se jette dans le rio Tietê. Son bassin couvre une superficie de 320 km2.

## Étymologie
En tupi-guarani, le mot Tamanduateí signifie « rivière du vrai tamandua ».

## Hydrologie

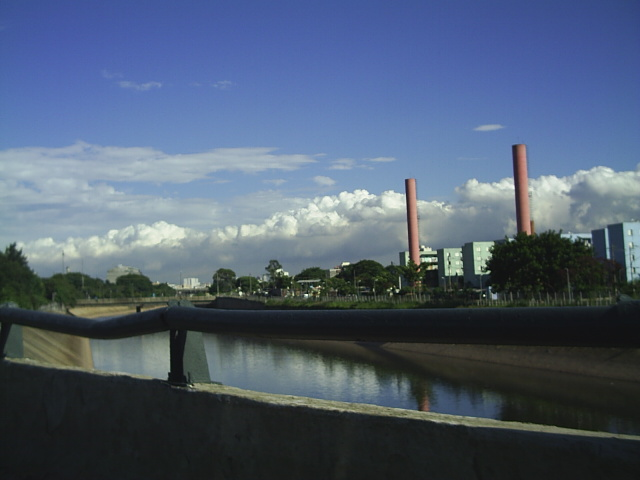
Confluence du Tamanduateí et du rio Tietê.

Le Tamanduateí prend sa source à Mauá, dans la Serra do Mar, à quelque 850 m d'altitude. Il traverse les municipalités de Santo André, São Caetano do Sul et São Paulo avant de se jeter dans le rio Tietê en rive gauche. Ses principaux affluents sont l'Anhangabaú et l'Ipiranga.
La rivière, qui s'écoule principalement en milieu urbain, est longée sur une grande partie de son cours par l'avenida do Estado. Elle souffre de pollution.

## Divers
Le Tamanduateí a donné son nom à une gare ferroviaire connectée à une station de la ligne verte du métro de São Paulo.
|  |  |